# Kristine Sutherland
Kristine Sutherland, nata Kristine Young (Boise, 17 aprile 1955), è un'attrice statunitense, conosciuta per la sua partecipazione alla serie televisiva Buffy l'ammazzavampiri.

## Biografia
Kristine inizia col teatro: accompagna infatti un amico ad un'audizione, ma alla fine la parte la ottiene lei. Negli anni seguenti, Kristine concilia il teatro con il cinema e la televisione apparendo in serie televisive come Mai dire sì. Dopo aver ottenuto il ruolo della segretaria nel film Pericolosamente insieme, Kristine ottiene il ruolo da protagonista nel film prodotto dalla  Walt Disney, Tesoro, mi si sono ristretti i ragazzi.
Nel 1997, dopo una pausa dovuta alla maternità, l'attrice, contattata dall'agente convinto che ci sia un ruolo adatto alla sua personalità, viene accolta nel cast di Buffy l'ammazzavampiri. Il suo personaggio uscirà di scena durante la quinta stagione, a causa di una morte improvvisa, anche se l'attrice appare in alcune puntate delle stagioni seguenti in forma di fantasma o sogno o in alcuni flashback.

## Vita privata
L'attrice, sposata con l'attore John Pankow, conosciuto come "Ira" nel telefilm Innamorati pazzi, ha una figlia, Eleanore.

## Filmografia

### Cinema
- Pericolosamente insieme (Legal Eagles), regia di Ivan Reitman (1986)
- Tesoro, mi si sono ristretti i ragazzi (Honey, I Shrunk the Kids), regia di Joe Johnston (1989)

### Televisione
- Mai dire sì (Remington Steele) - serie TV, 1 episodio (1984)
- The Art of Being Nick - serie TV, 1 episodio (1986)
- Quartieri alti (Easy Street) - serie TV, 1 episodio (1986)
- California Dreams - serie TV, 1 episodio (1994)
- Providence - serie TV, 1 episodio (2002)
- Buffy l'ammazzavampiri (Buffy the Vampire Slayer) - serie TV, 58 episodi (1997-2003)
- Comanche Moon - serie TV, 2 episodi (2007)
- New Amsterdam - serie TV, 1 episodio (2008)
- Una vita da vivere (One Life to Live) - serie TV, 4 episodi (2010-2011)
- The Following - serie TV, 1 episodio (2013)

### Doppiatrice
- La ricompensa del gatto (Neko no ongaeshi) (2002)

## Doppiatrici italiane
- Chiara Salerno in Buffy l'ammazzavampiri
- Isabella Pasanisi in Tesoro, mi si sono ristretti i ragazzi